# Gianfranco Cabiddu
Gianfranco Cabiddu (Càller, 3 de desembre de 1953) és un guionista i director de cinema sard.

## Biografia
Es va graduar en etnomusicologia al DAMS de Bolonya. La seva activitat cinematogràfica va començar als anys 80 com a enginyer de so en teatre i cinema. Va col·laborar amb Eduardo De Filippo.
El seu primer llargmetratge com a director es remunta al 1988: Disamistade, en el qual participen Massimo Dapporto i Maria Carta, entre d'altres.
El seu segon llargmetratge és Il figlio di Bakunin, del 1997, adaptació de la novel·la homònima de Sergio Atzeni. També cal destacar el llargmetratge documental Passaggi di tempo i, abans i després, una llarga sèrie de documentals, especialment sobre Sardenya.
Organitzador del tres Festival delle isole, Cabiddu està atent a la producció narrativa de l'anomenada Nova onada a la literatura sarda de les dècades entre el segle XX i el dos mil, amb escriptors com Giuseppe Dessì, Sergio Atzeni, Flavio Soriga, Giulio Angioni. La seva filmografia es considera, al cap i a la fi, part d'una Nouvelle vague artístico-literària que des de fa temps també inclou una cinematografia autòctona sarda.
Al 2017 va rebre el David di Donatello al millor guió adaptat per La stoffa dei sogni. La pel·lícula es basa lliurement en l'obra L'arte della commedia d'Eduardo De Filippo i la seva traducció al napolità de La tempesta di William Shakespeare.

## Filmografia
- Disamistade (1988)
- Il figlio di Bakunin (1997)
- Passaggi di tempo (2004)
- Disegno di sangue (2006)
- Faber in Sardegna & L'ultimo concerto di Fabrizio De André (2015)
- La stoffa dei sogni (2016)